# Anacis apoeca
Anacis apoeca là một loài tò vò trong họ Ichneumonidae.